# Stilpnopappus pratensis
Stilpnopappus pratensis là một loài thực vật có hoa trong họ Cúc. Loài này được Mart. ex DC. miêu tả khoa học đầu tiên năm 1836.